# Волынская биота

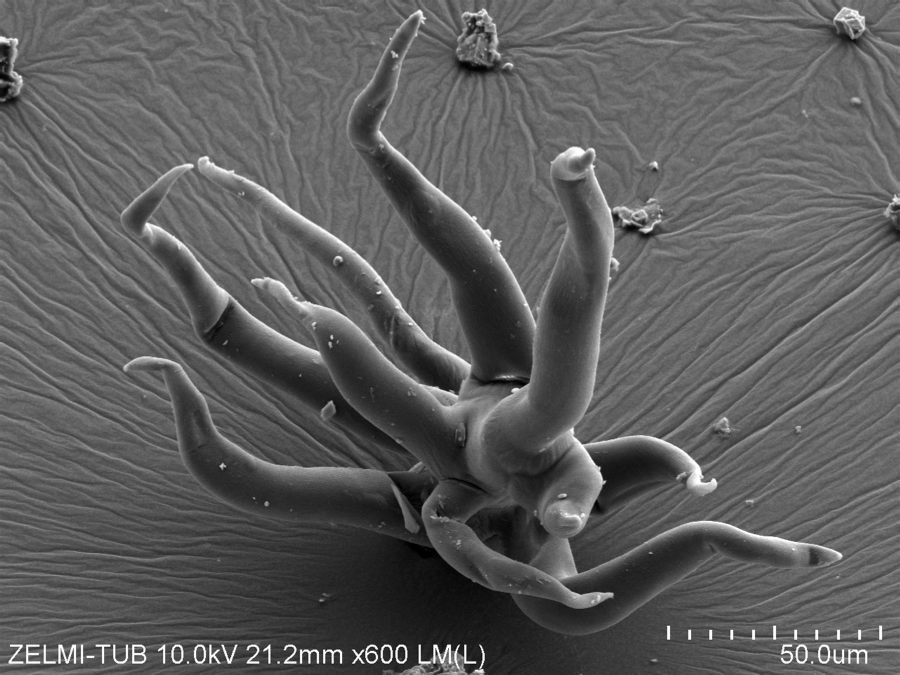
Одна из находок под сканирующим электронным микроскопом (ширина снимка — 0,2 мм)

Волынская биота — ископаемые микроскопические организмы, найденные в полостях магматических пород Житомирской области Украины (в исторической области Волынь). Благодаря окремнению хорошо сохранились в виде трёхмерных остатков. Форма чаще всего нитевидная (как у мицелия грибов), реже встречаются возможные обрывки биоплёнок и округлые объекты неясной природы. Возраст находок лежит между 1,49 и 1,76 млрд лет. Таким образом, эти организмы жили в середине протерозойского эона, в течение «скучного миллиарда» лет.

## Место находки
Остатки организмов волынской биоты найдены в миаролитовых пустотах (полостях, образующихся в магматических горных породах при их затвердевании) в гранитных пегматитах Коростенского плутона на северо-западе Украинского щита, на глубине около 100 метров (во времена появления этих пустот она составляла 2—2,5 км, а какой была во времена жизни организмов, неизвестно). Размер пустот составляет несколько метров, изредка — десятки метров. В них добывают пьезокварц, берилл, топаз и другие минералы.
Органические остатки в миаролитовых пустотах образуют тёмную массу, известную как керит или оксикерит. Он встречается на стенах и дне пустот, а также на выросших там кристаллах минералов. Впервые он был описан в 1987 году. В начале 2000-х годов на основе электронно-микроскопического исследования его интерпретировали как остатки нитчатых цианобактерий. В 2022 и 2023 годах были опубликованы результаты новых электронно-микроскопических и других исследований, выполненных группой учёных из Берлинского технического университета, Национального музея естественной истории в Люксембурге, Института геохимии, минералогии и рудообразования НАН Украины, компании «Кварцсамоцветы» (Хорошев) и Института исследований эволюции и биоразнообразия Лейбница (Берлин).

## Возраст
Возраст находок лежит в пределах от 1,760 ± 0,003 млрд лет (возраст интрузии упомянутых пегматитов по данным уран-свинцового датирования) до 1,491 ± 0,009 млрд лет (возраст найденной в миаролитовых пустотах брекчии, возникшей при обрушении их стенок; судя по наличию в ней органического вещества, она образовалась уже после его появления в пустотах). Таким образом, эти организмы жили во время «скучного миллиарда», бедного эволюционными событиями.

## Морфология
Большинство образцов представляют собой нити диаметром примерно от 10 (иногда от 1-2) до 200 мкм и длиной (у сохранившихся фрагментов) до нескольких миллиметров. Изначально длина могла измеряться сантиметрами. Нити бывают прямыми и изогнутыми, многие имеют центральный канал круглой, шестиугольной или прямоугольной формы. Концы нитей заострённые или округлые, иногда булавовидные. Тонкие нити часто ветвятся (но не анастомозируют), а толстые имеют на поверхности округлые выросты или вмятины разнообразной формы. У некоторых нитей намечается сегментированность. Некоторые нити прирастали к субстрату, а некоторые существовали свободно. Есть и находки, которые выглядят как обрывки неправильной формы и интерпретированы как остатки биоплёнок. Изредка встречаются округлые объекты.
Остатки могут встречаться в немалом количестве: керит в миаролитовых пустотах образует скопления массой до 3 килограмм.
Нитеподобные организмы волынской биоты морфологически сходны с мицелием грибов. Авторы исследования 2023 года охарактеризовали их как грибоподобные организмы, напоминающие эукариот. Были ли они многоклеточными, неясно, но, судя по значительному размеру многих образцов, это вполне вероятно. Абиогенное происхождение находок исследователи исключают.
Организмы сохранились в виде трёхмерных остатков (что для докембрийских организмов — большая редкость) благодаря окремнению в водах, богатых кремнием, фтором, алюминием, кальцием и другими элементами. Исследователи предполагают фоссилизацию при внезапном притоке горячих гидротермальных вод, связанных с гейзерами.

Снимки под сканирующим электронным микроскопом
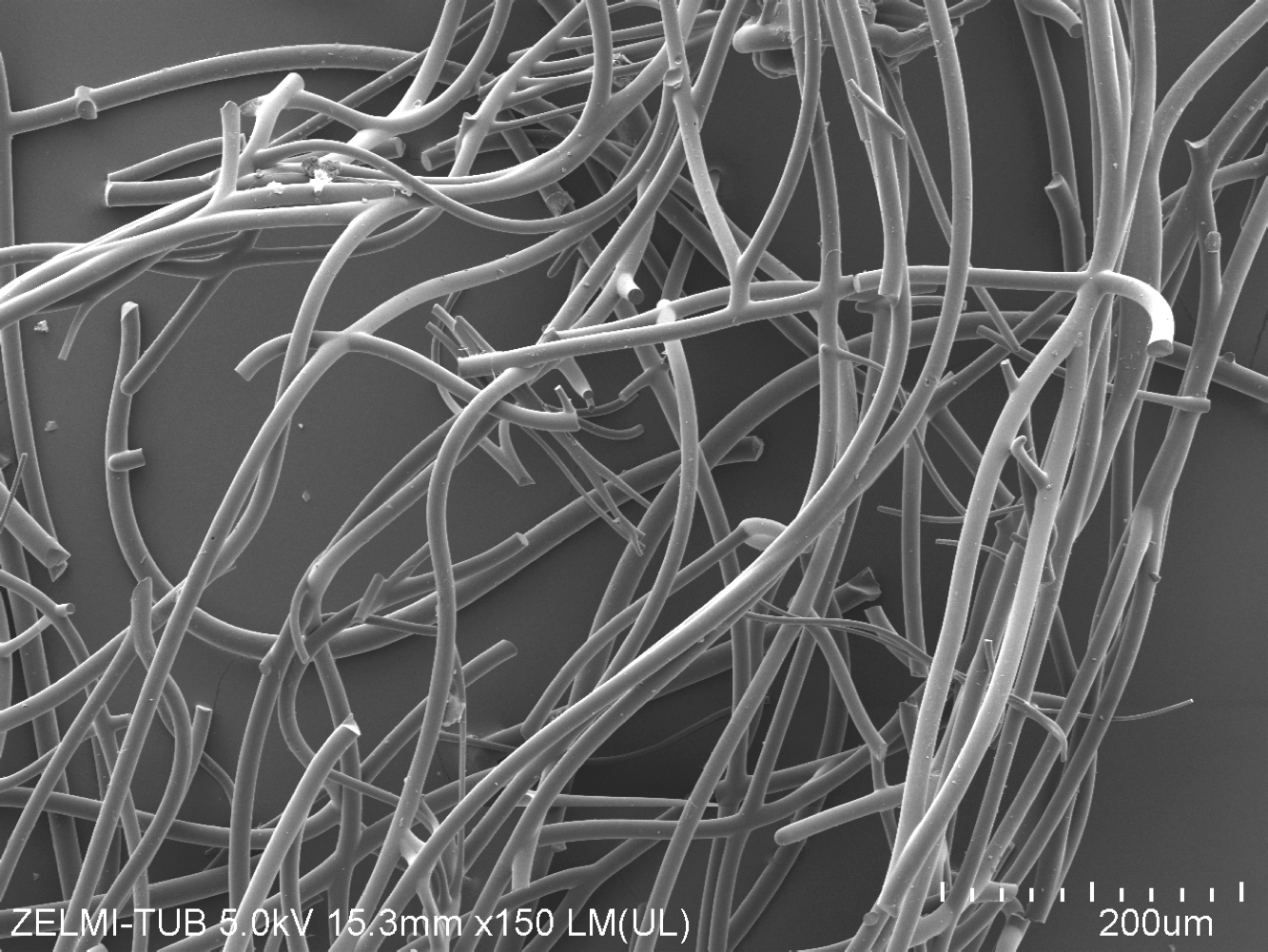
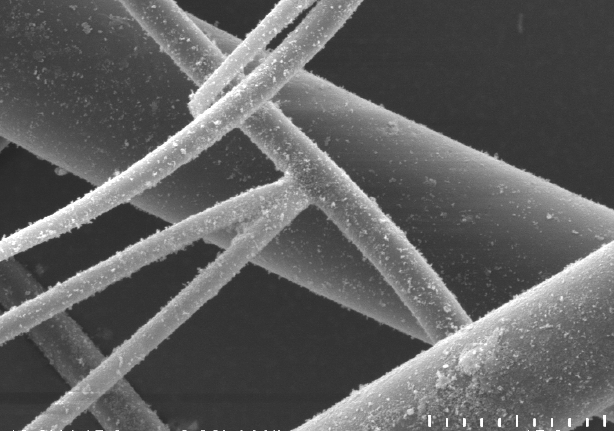
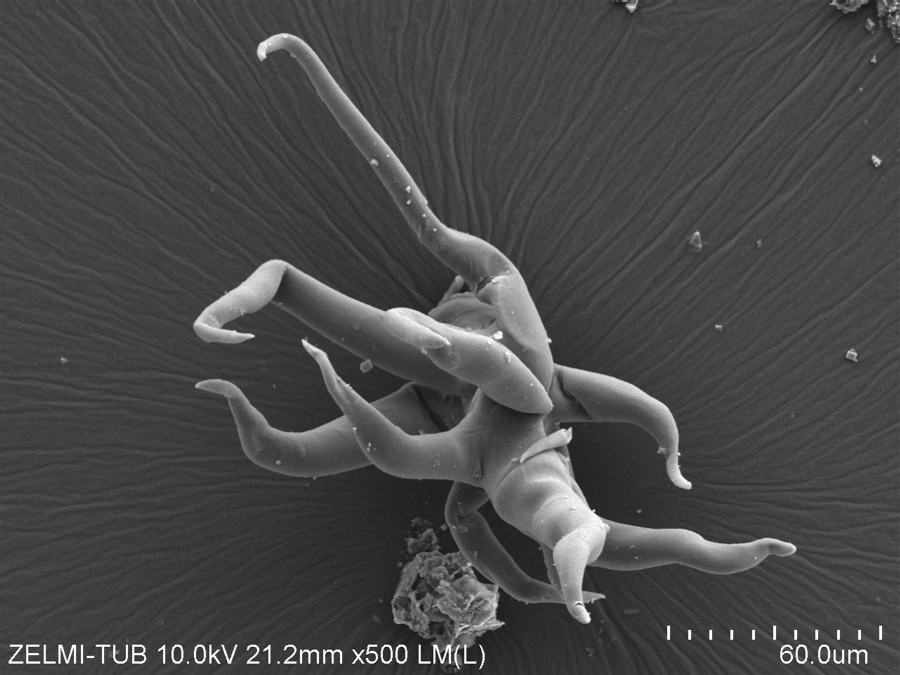
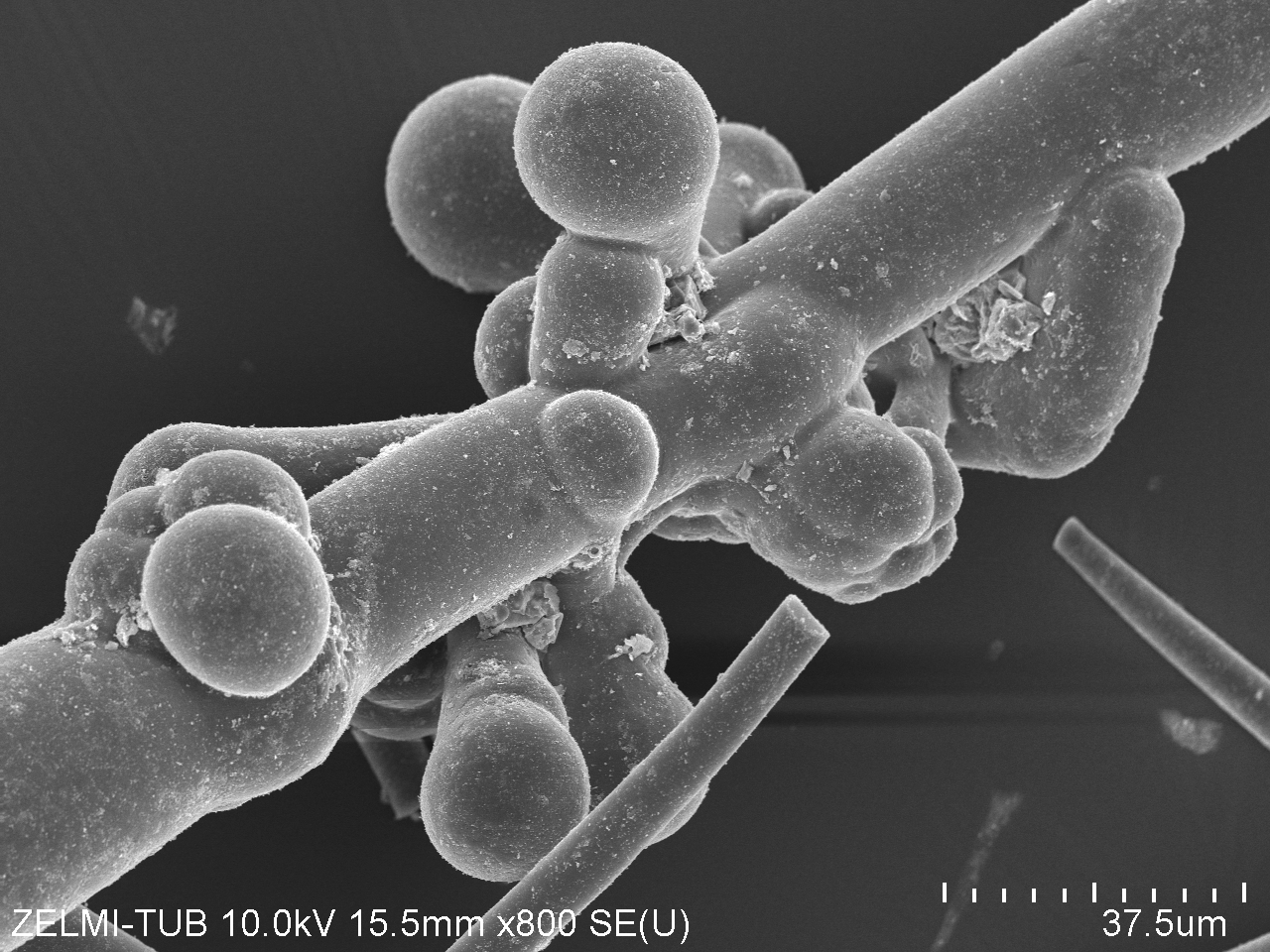
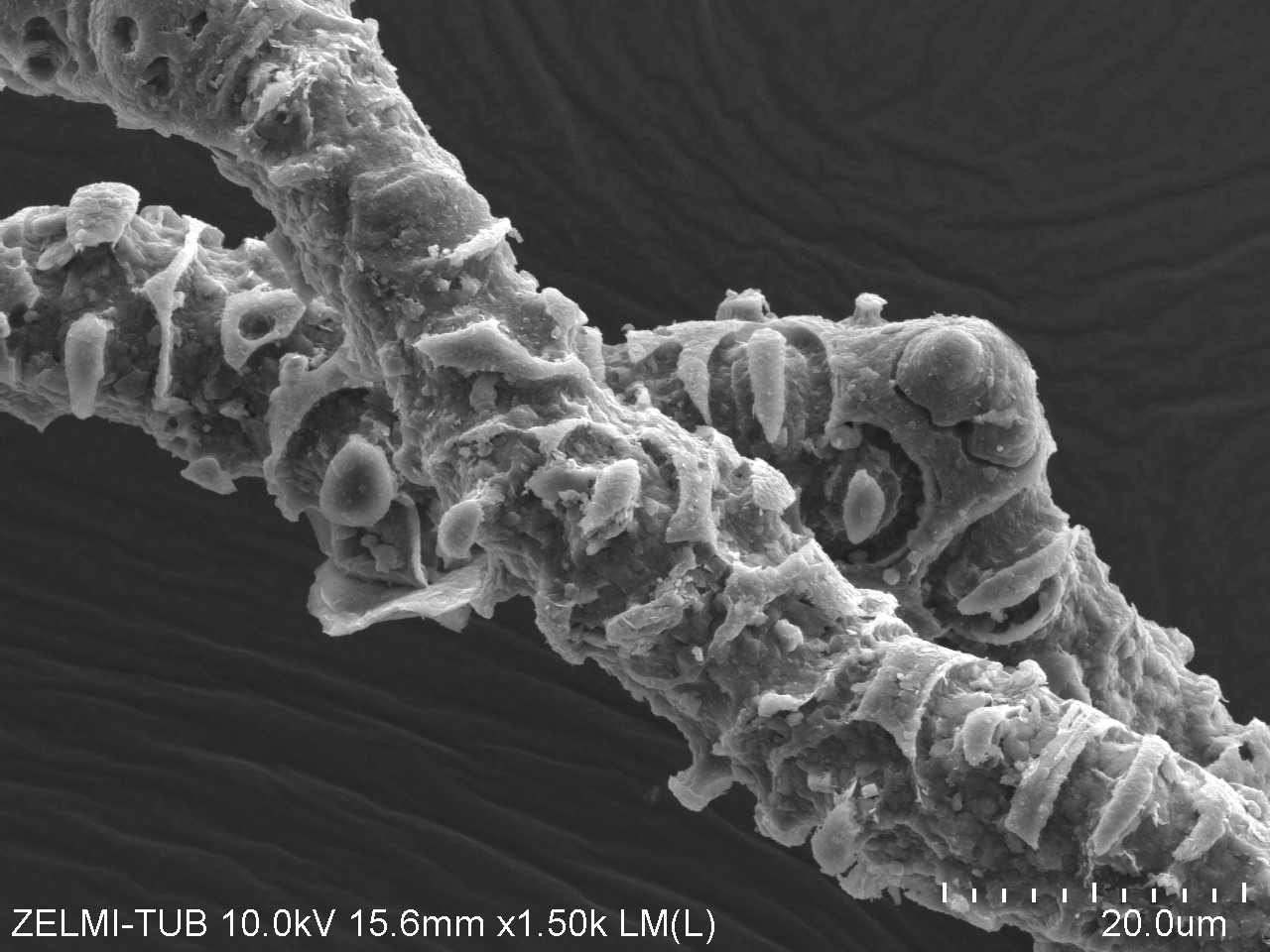
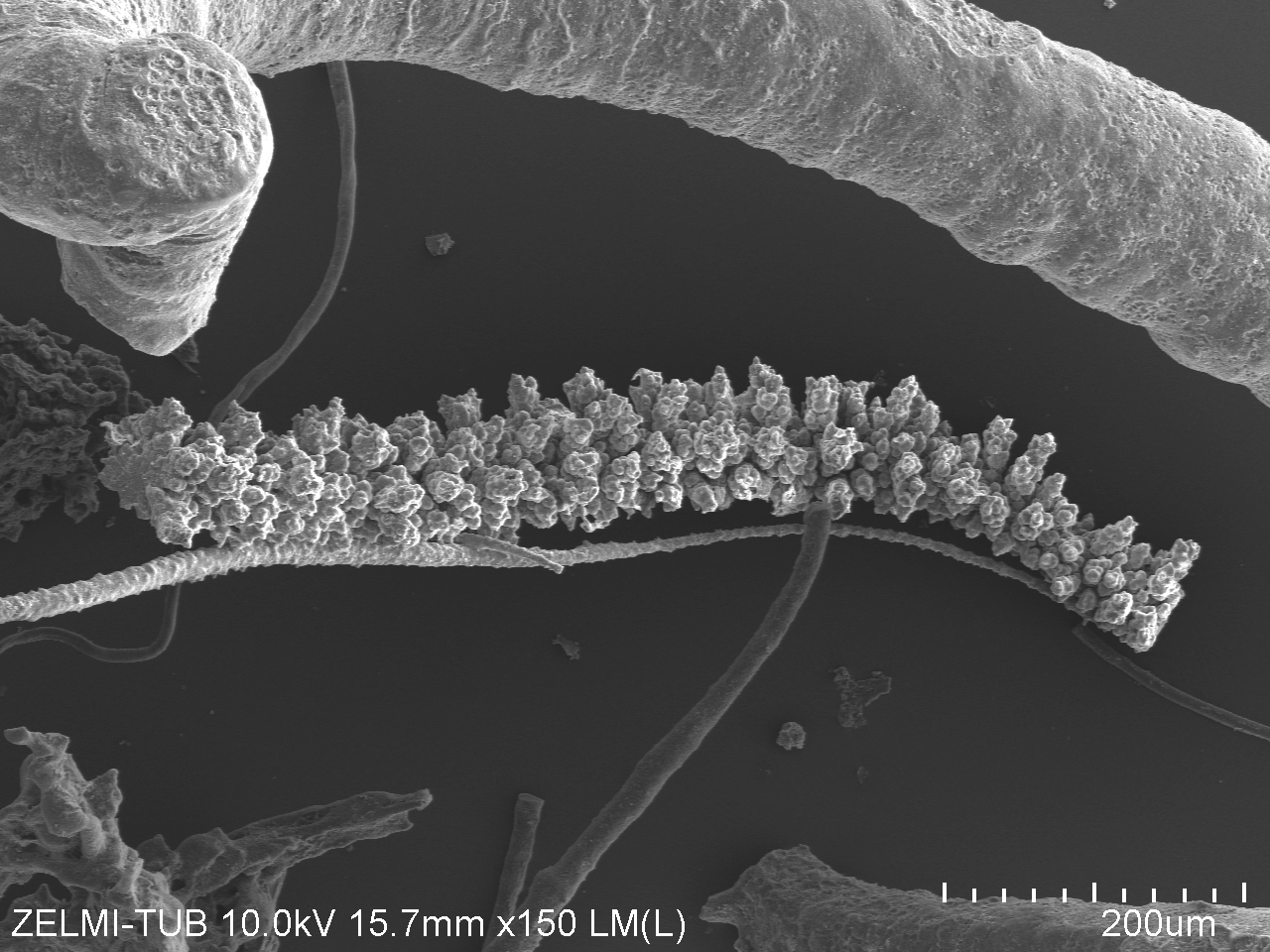
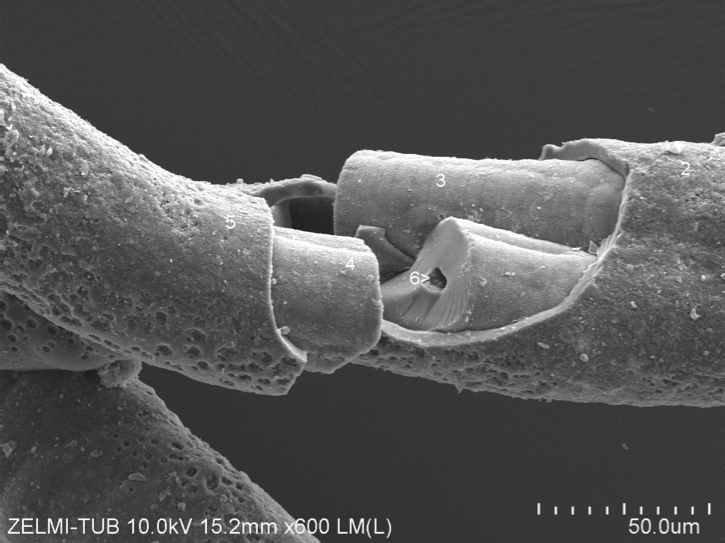
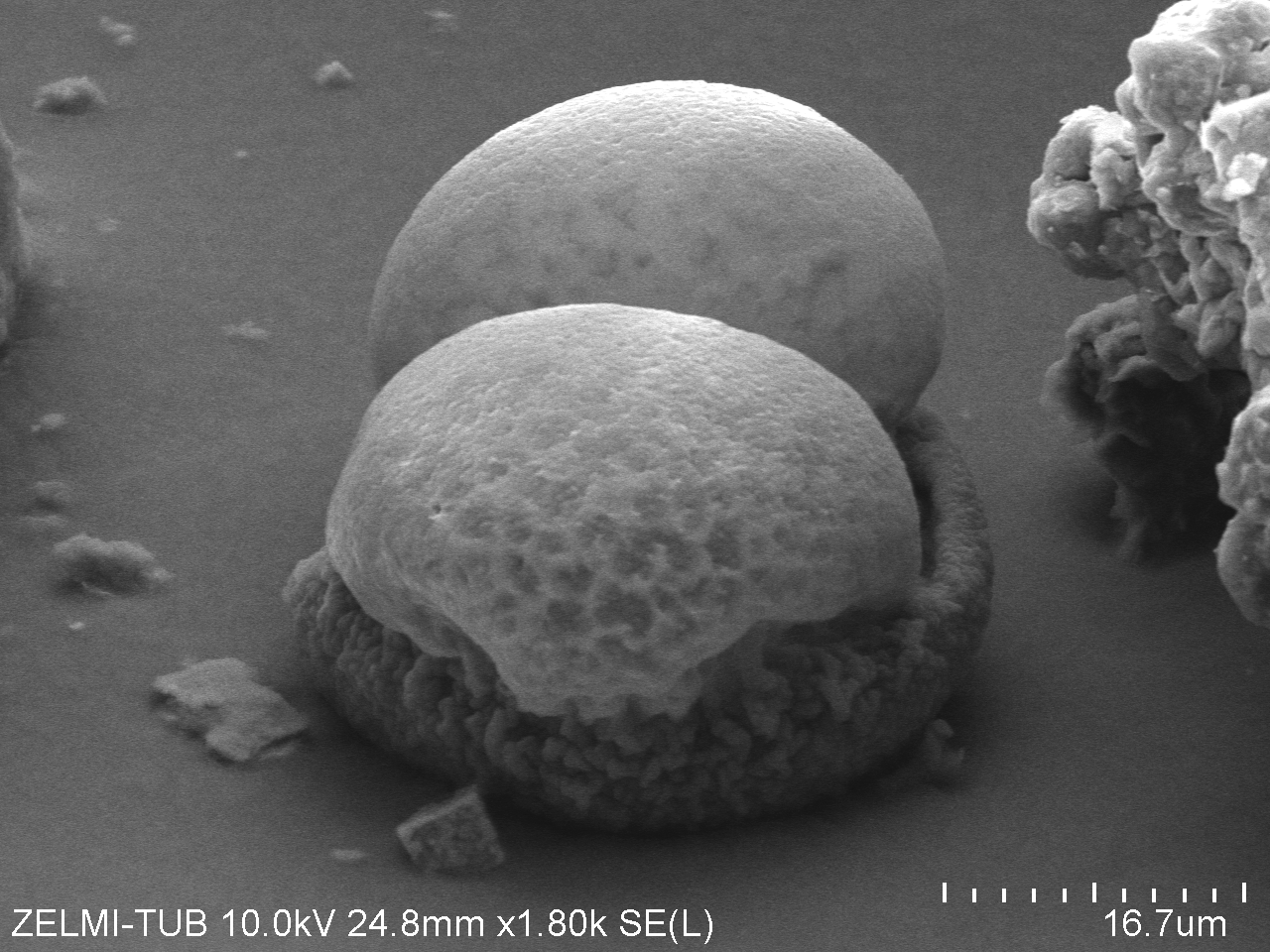

## Химический и изотопный состав
В керите высок процент азота: до 9 % по массе. В некоторых нитях с помощью инфракрасной спектроскопии обнаружен хитозан (ныне встречающийся у грибов и животных). Были исследованы также соотношения стабильных изотопов углерода и азота. Величина δ13C (от −31 до −47 ‰) оказалась значительно ниже, чем у современных грибов, и близкой к значению для некоторых протерозойских биоплёнок и архей-метаногенов. Возможно, последние были источником питания организмов волынской биоты. δ15N у этих организмов лежит в пределах от +3 до +10 ‰ (для сравнения: у современных грибов δ13C чаще всего лежит в пределах от −22 ‰ до −28 ‰, а δ15N — в пределах от −5 ‰ до +12 ‰).
Углерод, азот, сера и фосфор, необходимые для роста организмов (а возможно, и сами организмы), вероятно, заносились водой с поверхности.